# Bruce DeSilva
Œuvres principales
- Série Liam Mulligan

Bruce DeSilva, né en 1946 à Taunton au Massachusetts, est un écrivain américain, auteur de roman policier.

## Biographie
Il grandit dans sa petite ville natale de Taunton, au Massachusetts, frappée, alors qu'il est âgé de 10 ans, par la fermeture de l'usine et principal employeur.
Il travaille pendant quarante ans comme journaliste au The Hartford Courant et au The Providence Journal, avant de devenir critique littéraire pour The New York Times et Publishers Weekly. Il se consacre ensuite entièrement à l'écriture.
En littérature, il est surtout connu comme l'auteur de la série policière ayant pour héros le reporter Liam Mulligan.
En 2011, il obtient le prix Edgar-Allan-Poe et le prix Macavity du meilleur premier roman pour Rogue Island (Pyromanie).

## Œuvre

### Romans

#### SérieLiam Mulligan
1. Pyromanie, Actes Sud, coll. « Actes noirs », 2013 ((en) Rogue Island[1], 2011), trad. Manuel Tricoteaux, 365 p.  (ISBN 978-2-330-02348-5)Réédition Actes Sud, coll. « Babel noir » no 137, 2015, 361 p. (ISBN 978-2-330-05115-0)
2. Jusqu'à l'os, Actes Sud, coll. « Actes noirs », 2015 ((en) Cliff Walk, 2012), trad. Laure Manceau, 352 p.  (ISBN 978-2-330-05097-9)
3. Dura Lex, Actes Sud, coll. « Actes noirs », 2018 ((en) Providence Rag, 2014), trad. Laure Manceau, 352 p.  (ISBN 978-2-330-10890-8)
4. (en) A Scourge of Vipers, 2015
5. (en) The Dread Line, 2016

### Autre publication
- (en) The Straight Scoop : an expert guide to great community journalism, 1996Écrit avec John Mura.

## Prix et distinctions

### Prix
- Prix Edgar-Allan-Poe 2011 du meilleur premier roman pour Rogue Island[2]
- Prix Macavity 2011 du meilleur premier roman pour Rogue Island[3]

### Nominations
- Prix Anthony 2011 du meilleur premier roman pour Rogue Island[4]
- Prix Barry 2011 du meilleur premier roman pour Rogue Island[5]
- Prix Shamus 2011 du meilleur premier roman pour Rogue Island[6]
- Prix Barry 2015 du meilleur roman pour Providence Rag[5]